# Люпен (телесеріал, 2021)
«Люпен» (фр. Lupin; підзаголовок «У тіні Арсена»; фр. Dans l'ombre d'Arsène) — французький телесеріал, створений Джорджем Кей і Франсуа Узаном. Показ відбувався на Netflix з 8 січня 2021 року. Серіал наразі (стан: червень 2021) складається з одного сезону на 10 серій, розділеного на сайті Netflix на дві частини: перші 5 серій демонструються з 8 січня 2021 року, друга частина з 5 серій побачила світ 11 червня 2021 року
Серіал натхненний фіктивним літературним персонажем Арсена Люпена, створеного французьким письменником Морісом Лебланом в 1905 році.

## Короткий опис сюжету
1995 року юний Ассан Діоп пережив смерть батька, звинуваченого в злочині, якого він не скоював. Через 25 років Ассан бере участь у крадіжці кольє французької королеви Марії-Антуанетти. Коштовність, виставлена в Луврі, належить багатій родині Пеллегріні. Ассан хоче помститися сім'ї, яка несправедливо звинуватила його батька в крадіжці, черпаючи натхнення у свого улюбленого персонажа «джентльмена-грабіжника» Арсена Люпена. Паралельно зі своєю нелегальною діяльністю, Ассан намагається знаходити час для свого сина Рауля, який живе зі своєю матір'ю Клер, колишньою дівчиною Ассана.

## Технічний опис
- Оригінальна назва:  Lupin
- Створення: Джордж Кей і Франсуа Узан
- Кастинг: Майкл Лагуенс
- Режисерська робота: Марсела Саїд, Людовик Бернар, Луї Летер'є (перші три епізоди)
- Сценарій: Джордж Кей, Франсуа Узан, Флоран Меєр, Тигран Розін, Марі Руссен за творами Моріса Леблана
- Музика: Матьє Ламболі
- Декорації: Франсуаза Дупертюї
- Костюми: Олів'є Беріо
- Операторська робота: Крістоф Нуєнс і Марсьяль Шмельц
- Монтаж: Жан-Даніель Фернандес-Кундес, Рішар Марізі та Одрі Симоно
- Виробництво: Ізабель Дежорж, Натан Франк і Мартін Жобер
- Виробнича компанія: Gaumont Television
- Дистриб'юторська компанія: Netflix
- Країна:  Франція
- Оригінальна мова: французька
- Формат: колір
- Жанри: поліцейська драма
- Тривалість: 45 хвилин
- Дата першої трансляції: 8 січня 2021 року на Netflix

## Ролі

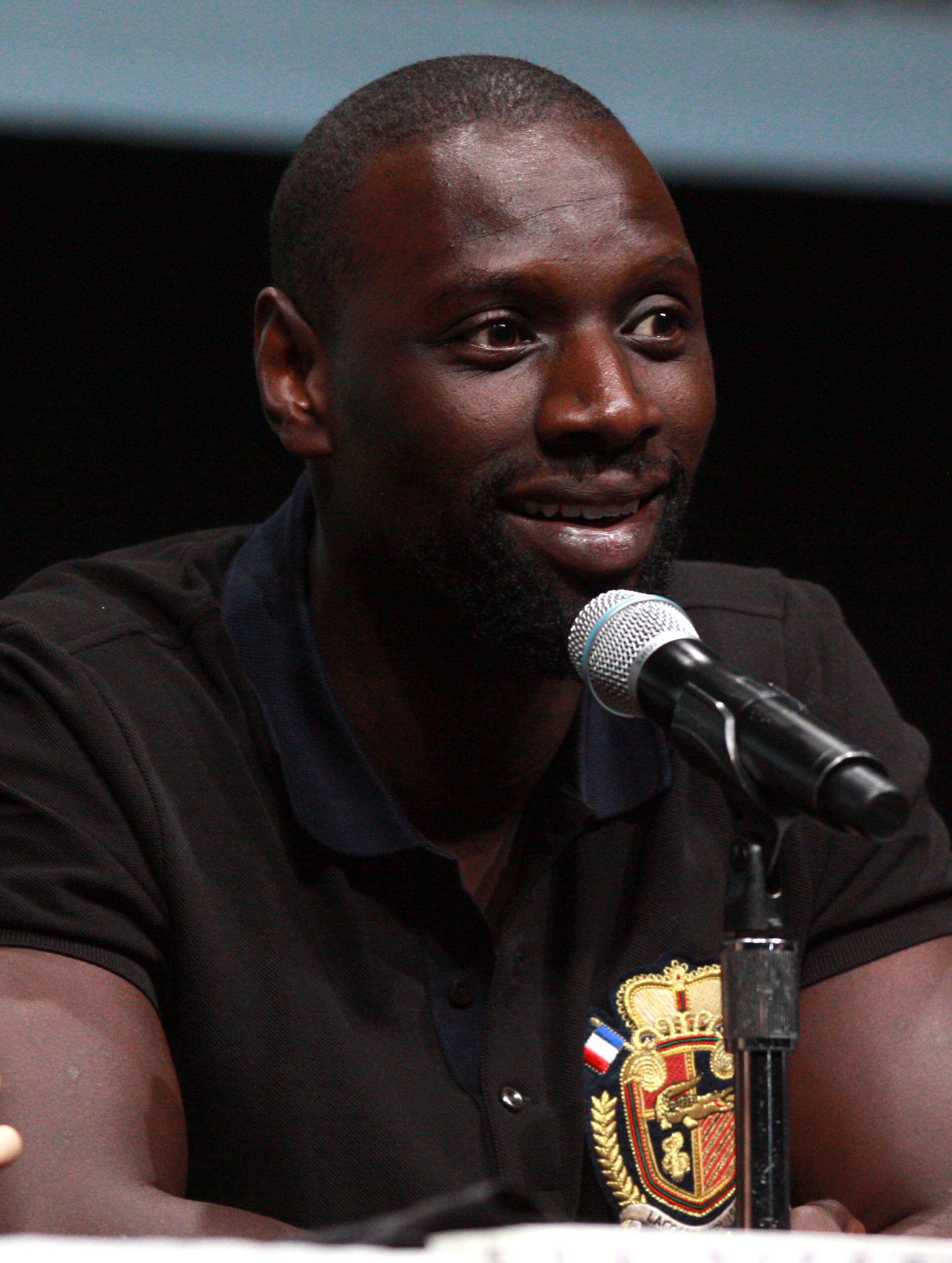
Омар Сі грає роль Ассана Діопа
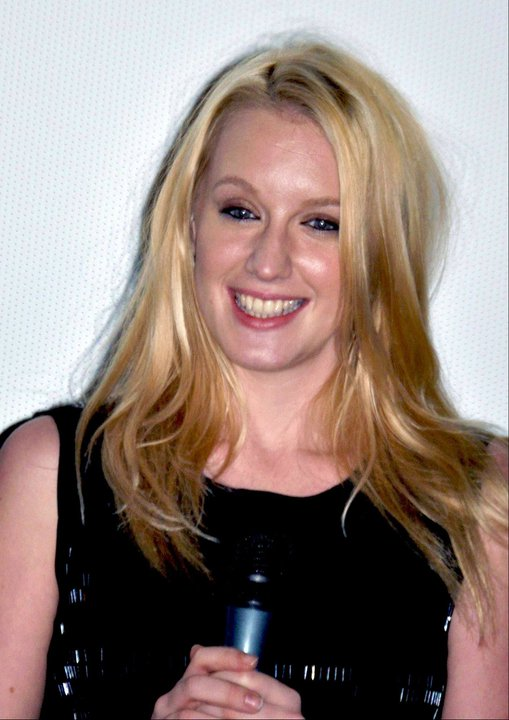
Людівін Саньє грає роль Клер
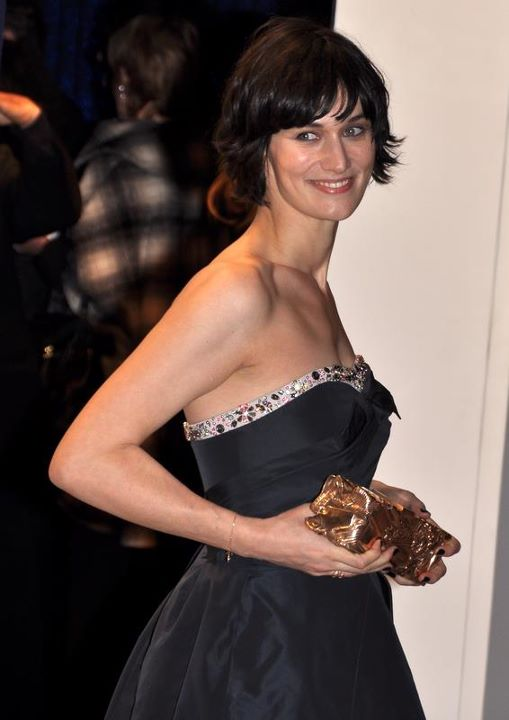
Клотильда Ем грає роль Жульєт Пеллегріні
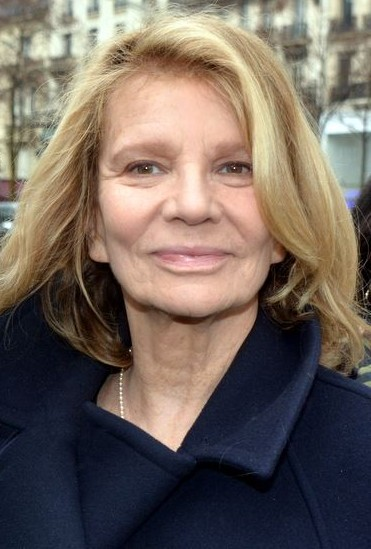
Ніколь Гарсія грає роль Анн Пеллегріні

- Омар Сі: Ассан Діоп
  - Мамаду Хайдара: Ассан Діоп у підлітковому віці
- Людівін Саньє: Клер
  - Людмила Маковскі: Клер в підлітковому віці
- Етан Саймон: Рауль
- Клотільда Ем — Жульєт Пеллегріні
  - Леа Бонно: Жюльєт Пеллегріні в підлітковому віці
- Ніколь Гарсія — Анн Пеллегріні
- Ерве П'єр — Юбер Пеллегріні
- Антуан Гуї — Бенджамін Ферель
  - Адріан Валлі: Бенджамін Ферель підлітковому віці
- Суфіане Герраб: Юсеф Гуедіра
- Вінсент Лондес: капітан Ромен Лож'є
- Ширін Бутелла — лейтенант Софія Белкасем

## Український Дубляж
- Студія: Постмодерн
- Перекладачка: Олеся Запісочна (1-2 сезони), Юлія Євсюкова (3 сезон)
- Режисерка дублювання: Людмила Петриченко
- Звукооператор: Олександр Притчин
- Спеціаліст зі зведення звуку: Сергій Александров
- Спеціалістки з адаптації: Ганна Альзоба (1-2 сезони), Юлія Євсюкова (3 сезон), Раїса Смірнова (3 сезон)
- Менеджерки проекту: Анастасія Дишкант (1-2 сезони), Наталія Терещак (3 сезон)

Ролі дублювали:
- Ассан Діоп — Роман Чорний
- Клер — Людмила Ардельян
- Ґабріель Дюмон — Андрій Альохін
- Фаб'єн — Ольга Радчук
- Юбер Пеллеґріні — Михайло Войчук
- Жульєт Пеллеґріні — Світлана Шекера
- Капітан Лож'є — Дмитро Терещук
- Йоссеф Ґедіра — Дмитро Гаврилов
- Етьєн Соме; Імбер — Андрій Самінін
- Белкасем — Антоніна Хижняк
- Анн Пеллеґріні; Мама Циско — Олена Узлюк
- Молодий Ассан Діоп — Руслан Драпалюк (1-2 сезони), Кирило Татарченко (3 сезон)
- Бенжамен Ферель — Павло Скороходько (1-2 сезони), Юрій Кудрявець (3 сезон)
- Рауль — Арсен Шавлюк
- Молода Клер — Анастасія Павленко
- Молодий Ґабріель Дюмон — Юрій Кудрявець
- Венсан Морвіль; Гектор; Келлер — Роман Молодій
- Бабакар Діоп — Андрій Мостренко
- Елен Дюмон — Тамара Морозова
- Леонар — Володимир Канівець
- Кевін — Сергій Кияшко
- Баррето; Марк — Дмитро Бузинський
- Бушар — Михайло Кришталь
- Богдан — Едуард Кіхтенко
- Молода Жульєт Пеллеґріні — Вікторія Левченко
- Корбе — Олександр Погребняк
- Паскаль — Володимир Терещук
- Люка Лакруа; Лассер — Олег Лепенець
- Маріама — Людмила Суслова
- Молодий Бруно — Дем'ян Шиян
- Флер — Марина Локтіонова
- Бруно — Андрій Твердак
- Симон — Марина Клодницька
- Відаль — Наталія Назарова
- Мартінес — Максим Кондратюк
- Циско — Ігор Пазич
- Фердинанд — Дмитро Вікулов
- Кад — Юрій Сосков
- Манон — Людмила Петриченко
- Старший Келлер — Володимир Кокотунов
- Франсуа — Євген Пашин

А також: Максим Запісочний, Аліна Проценко, Віталій Ізмалков, Роман Солошенко, Марія Яценко, Вікторія Бакун, Дмитро Рассказов, Юлія Шаповал, Олександр Солодкий, В'ячеслав Дудко, Анна Павленко, Майя Ведернікова, Катерина Петрашова,

## Сезони
| Сезон | Епізоди | Епізоди | Оригінальний показ | Оригінальний показ | Оригінальний показ |
| Сезон | Епізоди | Епізоди | Перший показ       | Останній показ     | Мережа             |
| ----- | ------- | ------- | ------------------ | ------------------ | ------------------ |
| 1     | 5       | 5       | 8 січня 2021       | 8 січня 2021       | Netflix            |
| 2     | 5       | 5       | 11 червня 2021     | 11 червня 2021     | Netflix            |
| 3     | 7       | 7       | 5 жовтня 2023      | 5 жовтня 2023      | Netflix            |

## Виробництво

### Ідея і її втілення
Ідея модернізованої і телевізійної адаптації пригод Арсена Люпена з'явилася 2017 року. За розробку проєкту, створеного Cinéfrance, узялися режисер Джаліль Леспер і сценарист Абдель Рауф Дафрі. Через деякий час Абдель Рауф Дафрі заявив, що він не прихильник ні романів Моріса Леблана, ні його телеадаптації 1970-х років з Жоржем Дескріером, який, за його словами, пом'якшив цинізм оригінального твору. Потім сценарист знайшов точки дотику твору з сучасністю, унаслідок чого виникла ідея перенести сюжет у XXI століття. У грудні 2018 року Gaumont розробив проєкт, показ анонсували на Netflix з Омаром Сі в головній ролі.

### Зйомки
Зйомки телесеріалу почалися наприкінці 2019 року. Режисером перших трьох серій виступив Луї Летер'є. У березні 2020 року зйомки призупинили через пандемію Covid-19, у цей час знімалися лише сцени в Луврі. У травні 2020 року оголосили, що зйомки відновляться у вересні того ж року. Тим не менш, зйомки вдалося почати раніше цього терміну, зокрема, сцени в Етреті були зняті наприкінці червня 2020 року. У липні 2020 року відзнято сцени в поїзді: знімальна група здійснила поїздку на станцію Вільнев-Трайж у Валь-де-Марн, зокрема на борту Східного експреса. Сцени, що показують школу-інтернат соціальних служб, де перебував юний Ассан, відзняли в коледжі Будинку освіти Почесного легіону Les Loges в Сен-Жермен-ан-Ле. Тюремні сцени знімалися в слідчому ізоляторі Буа-д'Арсі у Івеліні.

## Відгуки критиків
| Сезон | Відгуки критиків    | Відгуки критиків |
| Сезон | Rotten Tomatoes     | Metacritic       |
| ----- | ------------------- | ---------------- |
| 1     | 98 % (48 рецензій)  | 82 (8 рецензій)  |
| 2     | 96 % (28 рецензій)  | 80 (7 рецензій)  |
| 3     | 100 % (11 рецензій) | 76 (9 рецензій)  |

#### Сезон 1
На сайті-агрегаторі рецензій Rotten Tomatoes перший сезон має 98 % «свіжості» на основі 48 рецензій із середнім рейтингом 7,7/10.
На Metacritic серіал отримав 82 бали зі 100 на основі 8 рецензій від кінокритиків, що свідчить про «загалом позитивні рецензії».

#### Сезон 2
На сайті-агрегаторі рецензій Rotten Tomatoes другий сезон має 96 % «свіжості» на основі 28 рецензій із середнім рейтингом 8,1/10.
На Metacritic серіал отримав 80 балів зі 100 на основі 7 рецензій від кінокритиків, що свідчить про «загалом позитивні рецензії».

#### Сезон 3
На сайті-агрегаторі рецензій Rotten Tomatoes третій сезон має 100 % «свіжості» на основі 11 рецензій із середнім рейтингом 7,0/10.
На Metacritic серіал отримав 76 балів зі 100 на основі 9 рецензій від кінокритиків, що свідчить про «загалом позитивні рецензії».